# William Dozier
William McElroy Dozier (* 13. Februar 1908 in Omaha, Nebraska; † 23. April 1991 in Santa Monica, Kalifornien) war ein US-amerikanischer Filmproduzent und Schauspieler.

## Leben
Dozier arbeitete in den 1940er Jahren bei RKO Pictures als Abteilungsleiter. 1946 trennte er sich von seiner ersten Frau und heiratete nur wenige Tage später die Schauspielerin Joan Fontaine, wodurch er zugleich Schwager von Olivia de Havilland wurde. Mit Fontaine gründete er die Filmproduktionsfirma Rampart Productions, deren erste Produktion die Max Ophüls-Literaturverfilmung Brief einer Unbekannten war. Bis zur Scheidung von Fontaine 1951 entstanden einige weitere Spielfilme, darunter Die Lügnerin mit Joan Crawford in der Hauptrolle. Danach produzierte er fast ausschließlich für das US-amerikanische Fernsehen. 1953 heiratete er die Schauspielerin Ann Rutherford, diese dritte Ehe hielt bis zu seinem Tod. Seine erfolgreichste Fernsehproduktion wurde die zwischen 1966 und 1968 produzierte Serie Batman mit Adam West in der Titelrolle. Er produzierte zudem Pilotfilme für Serienadaptionen von Batgirl und Dick Tracy, die jedoch nicht verwirklicht wurden. Dozier war als Produzent zudem verantwortlich für die Serie The Green Hornet, die zwar nach nur einer Staffel wegen Erfolglosigkeit eingestellt wurde, jedoch den Beginn der Filmkarriere von Bruce Lee bedeutete.
Dozier war neben seiner Produzententätigkeit auch gelegentlich in kleinen Rollen vor der Kamera zu sehen; dem US-amerikanischen Publikum ist vor allem seine Stimme vertraut, da er in den Originalversionen von Batman und The Green Hornet als Erzähler mitwirkte.

## Filmografie (Auswahl)

### Produzent
- 1947: Die falsche Sklavin (Slave Girl)
- 1948: Brief einer Unbekannten (Letter from an Unknown Woman)
- 1948: Startbahn ins Glück (You Gotta Stay Happy)
- 1950: Die Lügnerin (Harriet Craig)
- 1951: Zwei von einer Sorte (Two of a Kind)
- 1958: Eines Tages öffnet sich die Tür (Stage Struck)
- 1966: Batman hält die Welt in Atem (Batman)
- 1966–1967 The Green Hornet
- 1966–1968: Batman
- 1969: Nancy, ein eiskaltes Playgirl (The Big Bounce)

### Schauspieler
- 1973: Love, American Style
- 1974: Police Story
- 1975: Dr. med. Marcus Welby
- 1977: Der legendäre Howard Hughes (The Amazing Howard Hughes)
- 1979: Gefahr über den Wolken (Crisis in Mid-air)
- 1980: Das Guayana-Massaker (Guyana Tragedy: The Story of Jim Jones)
- 1980: Ein Mann für gewisse Stunden (American Gigolo)
- 1982: Auf einmal ist es Liebe (Not Just Another Affair)

### Sprecher
- 1966: Batman hält die Welt in Atem
- 1966–1967: The Green Hornet
- 1966–1968: Batman